# قناة عودة
قناة عودة هي قناة تلفزيونية فضائية فلسطينية تعبر عن توجهات حركة فتح. بدأت بثها من العاصمة الأردنية عمان، ومن ثم بدأت البث من مدينة رام الله , الضفة الغربية بعدما أشترتها مجموعة ريتش للأنتاج الأعلامي في نوفمبر/تشرين الثاني 2010 

وقد سميت 'العودة' تأكيدا على تمسك الشعب الفلسطيني بعودته إلى أرضه وعدم تنازله عنها.

## معلومات الاستقبال
قناة عودة الفضائية تبث إلى جميع أنحاء العالم عبر قمر النايلسات عبر التردد : 12646 V والعرب سات عبر التردد 11958.

## اهتمامات القناة
تنتهج القناة الخط التحريري الملتزم بالقضية الفلسطينية وعدالتها، والهادف إلى إبراز المعاناة الفلسطينية في ظل الاحتلال الإسرائيلي، وتدمج ما بين البرامج الجادة والترفيهية ونشرات الأخبار والبرامج الإخبارية مع إعطائها مساحة لفرقة 'العاشقين' وما تنظمه من احتفالات في مختلف إنحاء العالم خاصة بعد النجاح الذي حققته خلال زيارتها لفلسطين، وإحيائها لست حفلات في الضفة الغربية والتفاعل الرسمي والجماهيري معها'.
كما تهتم القناة أيضا ببث الاغاني التي تمجد الشهيد الرمز ياسر عرفات.

## جمهور القناة
تم استقبال القناة بترحيب كبير من قبل الشارع الفلسطيني والعربي لما تقدمه للمشاهد من الاغاني الوطنية والحماسية والاغاني التراثية الرائعة .. واستقبلت برنامج حروف في الشتات الذي يبث من المخيمات الفلسطينية بالتشجيع والتحفيز ..